# Референдум в Швейцарии по избирательной системе (1910)
Референдум в Швейцарии по избирательной системе проходил 23 октября 1910 года. Избирателей спрашивали, одобряют ли они введение пропорционального представительства в Национальный совет. Хотя референдум был одобрен большинством кантонов, его отклонили 52,5% избирателей. После аналогичного референдума 1900 года это был второй раз, когда предложение о пропорциональном представительстве было отклонено. Предложение было вновь рассмотрено в 1918 году и одобрено.

## Избирательная система
Референдум по пропорциональном представительстве в Национальном совете являлся гражданской инициативой и требовал двойного большинства для одобрения.

## Результаты
| Выбор                                | Общее голосование | Общее голосование | Кантоны | Кантоны | Кантоны |
| Выбор                                | Голосов           | %                 | Полных  | Полу-   | Всего   |
| ------------------------------------ | ----------------- | ----------------- | ------- | ------- | ------- |
| За                                   | 240 305           | 47,5              | 10      | 4       | 12      |
| Против                               | 265 194           | 52,5              | 9       | 2       | 10      |
| Пустых бюллетеней                    | 6 064             | –                 | –       | –       | –       |
| Недействительных бюллетеней          | 1 971             | –                 | –       | –       | –       |
| Всего                                | 513 534           | 100               | 19      | 6       | 22      |
| Зарегистрированных избирателей/ Явка | 823 679           | 62,3              | –       | –       | –       |
| Источник: Nohlen & Stöver            |                   |                   |         |         |         |